# Vertrag von Bukarest (1916)

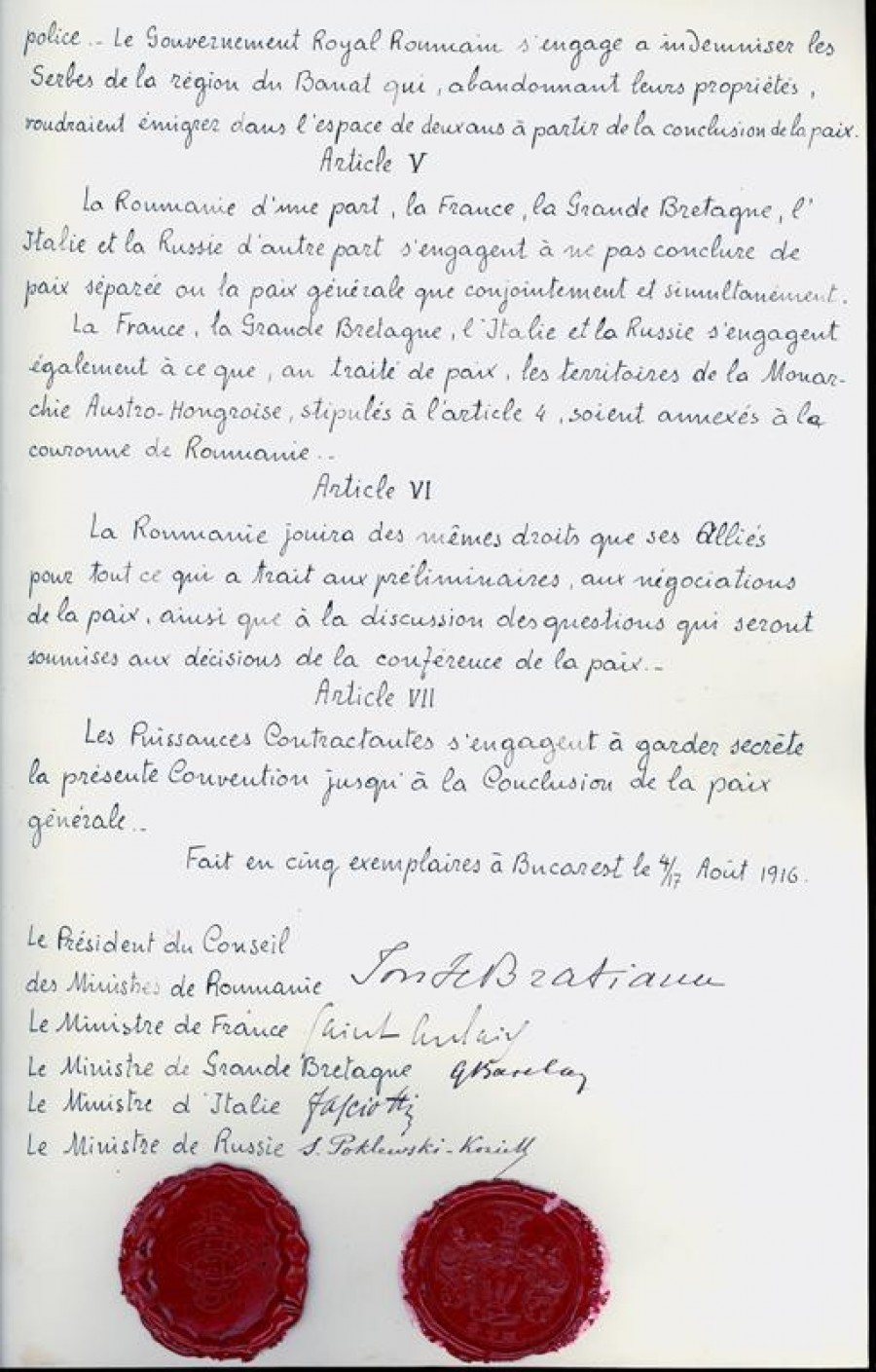
Seite 3 des Vertrages

Der Vertrag von Bukarest 1916 wurde zwischen Rumänien und der Triple Entente am 4. Augustjul. / 17. August 1916greg. in Bukarest unterzeichnet. Er legte die Bedingungen fest, unter denen Rumänien auf der Seite der Entente in den Krieg eintreten sollte, dies waren insbesondere territoriale Versprechungen in Österreich-Ungarn. Die unterzeichnenden Staaten verpflichteten sich zu Stillschweigen bis zu einem allgemeinen Friedensschluss in Europa.

## Verhandlungen
1915 wurde der Oberstleutnant Christopher Thomson auf Initiative von Kriegsminister Herbert Kitchener als britischer Militärattaché nach Bukarest geschickt. Doch dort kam er zu der Ansicht, dass ein unvorbereitetes und schlecht bewaffnetes Rumänien in einem Krieg an drei Fronten, gegen Österreich-Ungarn, Bulgarien und die Türkei eher eine Belastung sei als eine Hilfe. Dieser Ansicht wurde jedoch keine Beachtung geschenkt und er unterzeichnete, nichts Gutes ahnend, am 13. August 1916 ein militärisches Abkommen mit Rumänien. Dafür wurde Thomson zum Leiter der britischen Militärmission ernannt.

## Vertrag

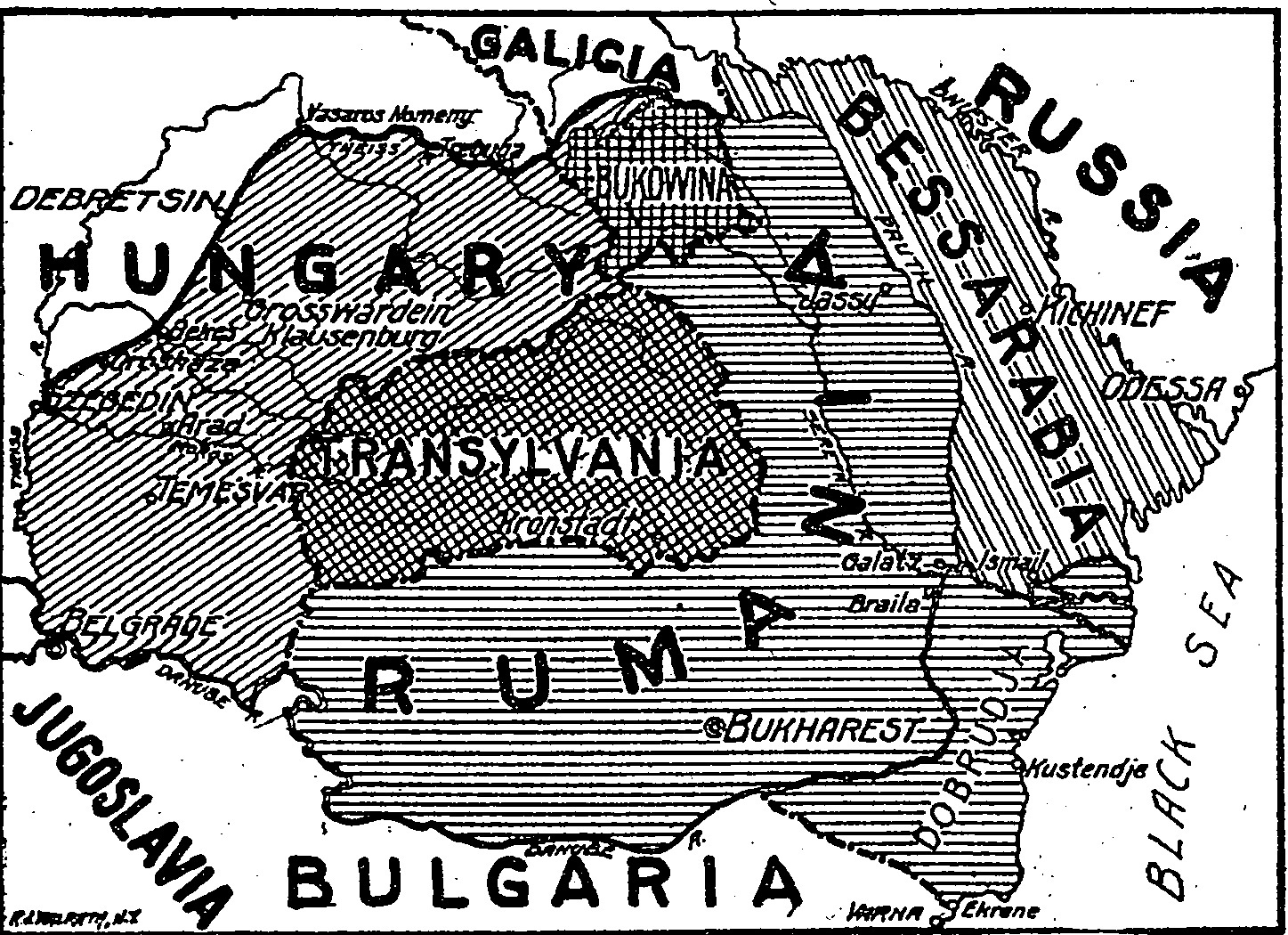
Vorgeschlagene Grenze mit Österreich-Ungarn. Der Vertrag von 1916 trat jedoch nicht Bessarabien an Rumänien ab

Der Vertrag bestand aus zwei Teilen: einem politischen Vertrag mit sieben Artikeln und einem militärischen Abkommen mit siebzehn Artikeln. Die rumänische Regierung verpflichtete sich nach den Bestimmungen des militärischen Abkommens Österreich-Ungarn spätestens bis zum 28. August den Krieg zu erklären, nach dem politischen Vertrag sollte es im Gegenzug dafür folgende Gebiete erhalten:
- Transsilvanien, Maramureș und das Kreischgebiet, die zu Ungarn gehörten, aber von einer rumänischen Mehrheit und einer ungarischen und deutschen Minderheit bewohnt wurden, bis zum Fluss Theiß.[3]
- Die Region Banat, die ebenfalls zu Ungarn gehörte und von Magyaren, Rumänen, Deutschen und Serben bewohnt wurde.[4]
- Den südlich des Flusses Pruth gelegenen Teil der Bukowina, der zu Österreich-Ungarn gehörte und mehrheitlich von Rumänen bewohnt war.

Die genauen Grenzen, die der Vertrag festlegte, waren die des Rumänien vor dem Krieg (Artikel 1) mit den Gebieten von Österreich-Ungarn, die Rumänien zugestanden wurden bis zu einer im Artikel 4 festgelegten Demarkationslinie.
Im vierten Artikel verpflichtete sich Rumänien zudem, Serben aus dem Banat, die in den zwei Jahren nach dem Frieden auswanderten, für ihr Eigentum zu entschädigen.
Artikel 5 des politischen Vertrages bestimmte, dass keiner der Unterzeichnenden eigenmächtig Frieden schließen durfte und verpflichtete Großbritannien, Frankreich, Italien und Russland, die festgelegten Gebiete im Falle eines Friedensvertrages Rumänien zu überlassen. Im sechsten Artikel garantierte die Entente Rumänien gleiche Rechte auf einer Friedenskonferenz. Artikel 7 verpflichtete die Unterzeichnenden zu Stillschweigen bis zu einem allgemeinen Friedensschluss.
Das militärische Abkommen legte fest, dass Rumänien Österreich-Ungarn aus dem Süden angreifen sollte, während Russland sich verpflichtete, eine Offensive an der österreichischen Front zu starten, um den rumänischen Vorstoß in Transsilvanien zu unterstützen.
Zudem versprach Russland, zwei Infanteriedivisionen und eine Kavalleriedivision in die Dobrudscha zu schicken, um diese vor einem bulgarischen Angriff zu schützen. Frankreich und Großbritannien planten eine Offensive an der Salonikifront, um Bulgarien zum Austritt aus dem Krieg zu bewegen.

## Folgen
Am Morgen des 14. Augustjul. / 27. August 1916greg. wurde im Schloss Cotroceni ein Kronrat unter Leitung von Ferdinand I. einberufen, der beschloss, den Vertrag mit der Entente zu akzeptieren. Am 27. August erklärte Rumänien Österreich-Ungarn den Krieg und schickte 440.000 Soldaten über die Transsilvanischen Alpen.
Der Vorstoß der rumänischen Armee erfolgte widerstandslos, da Österreich-Ungarn nicht genügend Truppen entlang der rumänischen Grenze stationiert hatte. Mitte September wurde die Offensive von deutsch-bulgarischen Truppen gestoppt, als diese in die Dobrudscha vorstießen und versuchten, diese von Südosten her zu überflügeln.
Im Oktober mussten sich die Rumänen infolge der deutschen Verstärkung aus Transsilvanien zurückziehen. Gegen Ende 1916 fiel die Hauptstadt Bukarest mit der Dobrudscha und der Walachei an die Mittelmächte, sodass sich die rumänische Regierung nach Iași zurückziehen musste. Thomson, der Anführer der britischen Militärmission war, musste die Folgen der rumänischen Kapitulation abschwächen und sorgte für die Zerstörung der rumänischen Ölquellen, um sie nicht den Deutschen zu überlassen. Stadtkommandant von Bukarest war vom 7. Dezember 1916 bis zum 6. April 1917 der bayerische Oberst Georg Steinbauer.
1917 erholte sich die rumänische Armee und konnte die Versuche der Deutschen, die Front zu durchbrechen, trotz des Rückzugs der russischen Armee infolge der Februarrevolution 1917, stoppen. Durch den Kriegseintritt Rumäniens starben etwa 220.000 Rumänen, aber Rumänien konnte auf der Pariser Friedenskonferenz 1919 große Gebietsgewinne erzielen.